# 莫沃
莫沃（法語：Mauves，法語發音：[mov]）是法国阿尔代什省的一个市镇，属于罗讷河畔图尔农区。

## 地理
莫沃（45°2'18"N, 4°49'46"E）面积7.05 平方千米，位于法国奥弗涅-罗讷-阿尔卑斯大区阿尔代什省，该省份为法国东南部内陆省份，北起顺时针与卢瓦尔省、伊泽尔省、德龙省、沃克吕兹省、加尔省、洛泽尔省和上盧瓦爾省接壤。
与莫沃接壤的市镇（或旧市镇、城区）包括：格兰、普拉、罗讷河畔图尔农、拉罗什德格兰。
莫沃的时区为UTC+01:00、UTC+02:00（夏令时）。

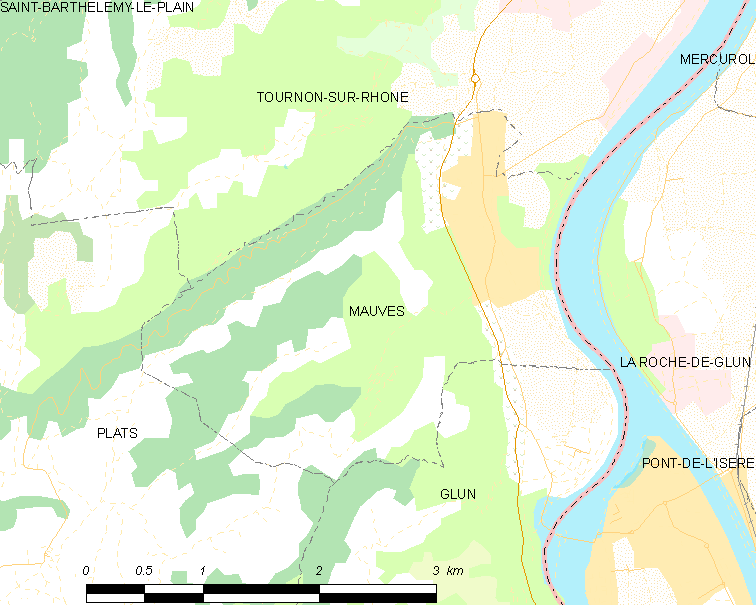
莫沃的OSM定位图

## 行政
莫沃的邮政编码为07300，INSEE市镇编码为07152。

## 政治
莫沃所属的省级选区为罗讷河畔图尔农县。

## 人口

1962-2008年间莫沃人口变化图示

莫沃于2022年1月1日时的人口数量为1192人。